# 馬里亞尼夫卡 (波利西基區)
51°11′48″N 29°29′2″E / 51.19667°N 29.48389°E
馬爾亞尼夫卡（烏克蘭語：Мар'янівка）是位於烏克蘭北部的村莊，由基辅州维什霍罗德区的克拉斯亞蒂奇市鎮負責管轄。該村始建於1730年，面積6平方公里，海拔高度133米，2001年人口450，人口密度每平方公里75人。